# 阿尔泰菊蒿
阿尔泰菊蒿（学名：Tanacetum barclayanum）为菊科菊蒿属的植物。分布在俄罗斯以及中国大陆的新疆等地，生长于海拔540米至2,100米的地区，多生于山坡灌丛中，目前尚未由人工引种栽培。